# Катаріна Феррейра
Катаріна Феррейра (порт. Catarina Ferreira; нар. 9 лютого 1984) — колишня португальська тенісистка.
Найвищу одиночну позицію світового рейтингу — 456 місце досягла 25 лютого 2008, парну — 401 місце — 9 липня 2007 року.
Здобула 5 парних титулів туру ITF.
Завершила кар'єру 2010 року.

## Фінали ITF
| турніри $100,000 |
| турніри $75,000  |
| турніри $50,000  |
| турніри $25,000  |
| турніри $10,000  |

### Одиночний розряд (0–1)
| Результат | Ранг | Дата          | Турнір            | Покриття | Суперниця          | Рахунок  |
| --------- | ---- | ------------- | ----------------- | -------- | ------------------ | -------- |
| Поразка   | 1.   | 1 жовтня 2007 | Порту, Португалія | Ґрунт    | Катержина Ванькова | 3–6, 2–6 |

### Парний розряд (5–4)
| Результат | Ранг | Дата              | Турнір                      | Покриття | Партнерка                | Суперниці                            | Рахунок           |
| --------- | ---- | ----------------- | --------------------------- | -------- | ------------------------ | ------------------------------------ | ----------------- |
| Перемога  | 1.   | 24 липня 2006     | Ле-Контамін-Монжуа, Франція | Тверде   | Лаура Зігемунд           | Крістіна Горіатопулос Кароліне Мас   | 6–4, 2–6, 7–5     |
| Перемога  | 2.   | 27 травня 2007    | Брага, Португалія           | Ґрунт    | Катя Родрігес            | Інеке Мерґарт Дафне Сталенс          | 3–6, 7–5, 7–6     |
| Поразка   | 3.   | 12 вересня 2007   | Льєйда, Іспанія             | Ґрунт    | Шейла Сольсона-Каркасона | Меделіна Гожня Сильвія Заґурська     | 6–7, 1–6          |
| Поразка   | 4.   | 28 квітня 2008    | Борнмут, Велика Британія    | Ґрунт    | Емі Сарджент             | Ясмін Кларк Елізабет Томас           | 2–6, 6–4, [10–12] |
| Поразка   | 5.   | 14 липня 2008     | Касабланка, Марокко         | Ґрунт    | Мелісса Кабрера-Андт     | Бенедетта Давато Ліза Сабіно         | 3–6, 4–6          |
| Перемога  | 6.   | 15 вересня 2008   | Казале-Монферрато, Італія   | Ґрунт    | Оксана Калашникова       | Ніколь Рінер Амра Садікович          | 7–5, 7–6          |
| Перемога  | 7.   | 6 жовтня 2008     | Ешпіню, Португалія          | Ґрунт    | Фатіма Ель Алламі        | Ліна Беннані Вероніка Домаґала       | 6–1, 6–3          |
| Поразка   | 8.   | 13 жовтня 2008    | Лісабон, Португалія         | Ґрунт    | Фатіма Ель Алламі        | Ліна Беннані Вероніка Домаґала       | 5–7, 6–4, [9–11]  |
| Перемога  | 9.   | 10 листопада 2008 | Майорка, Іспанія            | Ґрунт    | Ешлі Вейнголд            | Лусія Сайнс Крістіна Санчес-Кінтанар | 6–3, 5–7, [10–8]  |